# Armgard von Cramm
Armgard von Cramm (Armgard Kunigunde Alharda Agnes Oda von Cramm) (18 de dezembro de 1883 - 27 de abril de 1971) era a mãe de Bernardo de Lipa-Biesterfeld, príncipe consorte da rainha Juliana dos Países Baixos.

## Início da vida
Armgard nasceu em Bad Driburg, Reino da Prússia (agora em Renânia do Norte-Vestfália, Alemanha),  filha do barão Aschwin von Sierstorpff-Cramm (1846-1909), e sua esposa, baronesa Hedwig von Sierstorpff-Driburg ( 1848-1900).

## Casamentos
Armgard casou-se em 24 de Outubro de 1905 em Hanover, com o conde Bodo von Oeynhausen (1881-1909), um oficial da 8ª Hussardo em Paderborn, filho do Conde Erich von Oeynhausen e sua esposa, Condessa Therese von Lenthe. Eles se divorciaram em 1908 e não tiveram filhos.
Armgard casou-se pela segunda vez em 4 de março de 1909 em Oelber, Brunswick com  o príncipe Bernardo de Lipa (1872-1934), filho mais jovem de Ernesto II, Conde de Lipa-Biesterfeld, regente (1897-1904) do Principado de Lipa, e da condessa Carolina de Wartensleben. O casamento foi então considerado morganático. Assim, Armgard foi criada uma "Condessa de Biesterfeld" em 8 de Fevereiro de 1909.
- Príncipe Bernardo de Lipa-Biesterfeld (29 de junho de 1911 - 1 de dezembro de 2004), casou-se em 1937 com a princesa Juliana dos Países Baixos, tiveram 4 filhas.
- Príncipe Aschwin de Lipa-Biesterfeld (13 de junho de 1914 - 14 de maio de 1988), casou-se em 1951 com a plebéia Simone Arnoux, não tiveram filhos.

Em 24 de fevereiro de 1916 ela foi feita "Princesa de Lipa-Biesterfeld" com o estilo de Alteza Sereníssima por Leopoldo IV, príncipe de Lipa. E este título foi estendida a seus dois filhos.

## A vida nos Países Baixos
Ela viveu a partir início de 1952 com o seu parceiro Alexis Pantchoulidzew na Casa Warmelo em Diepenheim. Alexis passou a ser o único representante dos Países Baixos nos Jogos Olímpicos de Verão de 1956, competindo em adestramento.
Armgard morreu em Diepenheim com 87 anos de idade.

## Títulos
- 18 de dezembro de 1883 - 24 de outubro de 1905: Srta. Armgard von Cramm
- 24 de outubro de 1905 - 1908: Sra. Bodo von Oeynhausen
- 1908 - 4 de março de 1909: Sra. Armgard von Oeynhausen
- 4 de março de 1909 - 24 de fevereiro de 1916: Sua Graça a Condessa de Biesterfeld
- 24 de fevereiro de 1916 - 27 de abril de 1971: Sua Alteza Sereníssima a Princesa Armgard de Lipa-Biesterfeld